# چن پائو یو
چن پائو یو (انگلیسی: Chen Pao-yu؛ زادهٔ ۱۹۵۸ (۶۷ سال)) فرمانده نظامی و سیاست‌مدار اهل تایوان است، که هم‌اکنون به‌عنوان رئیس ستاد نیروهای مسلح جمهوری چین فعالیت می‌کند. وی پیش‌تر از سال ۲۰۱۹ تا ۲۰۲۱ فرمانده ارتش جمهوری چین بود.